# ヒューストン・ステュアート・チェンバレン

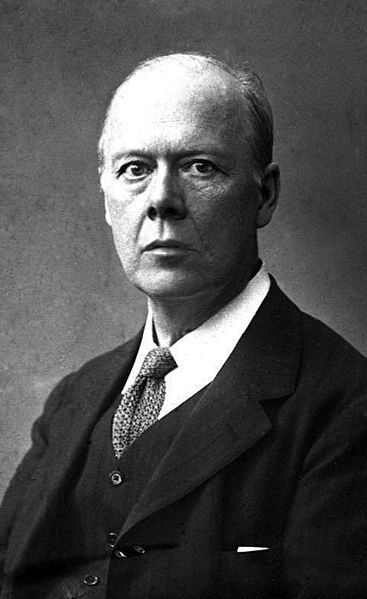
H・S・チェンバレン

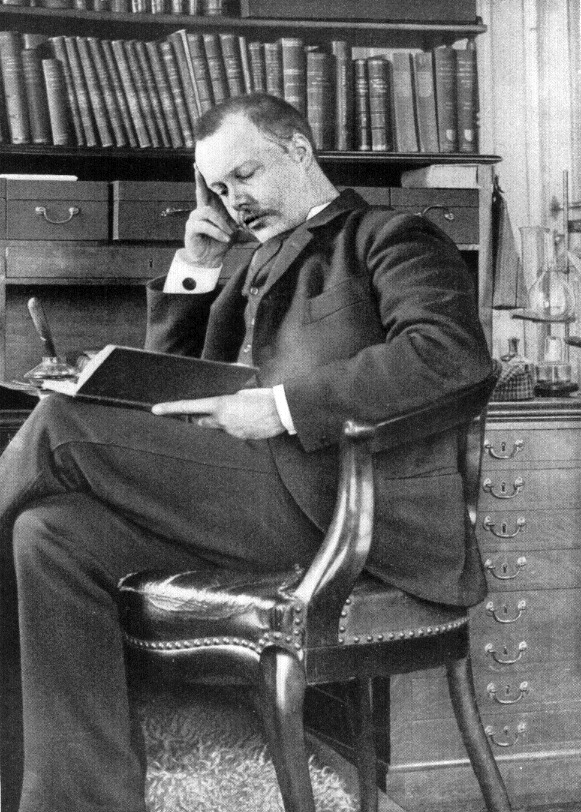
H・S・チェンバレン（1895年）

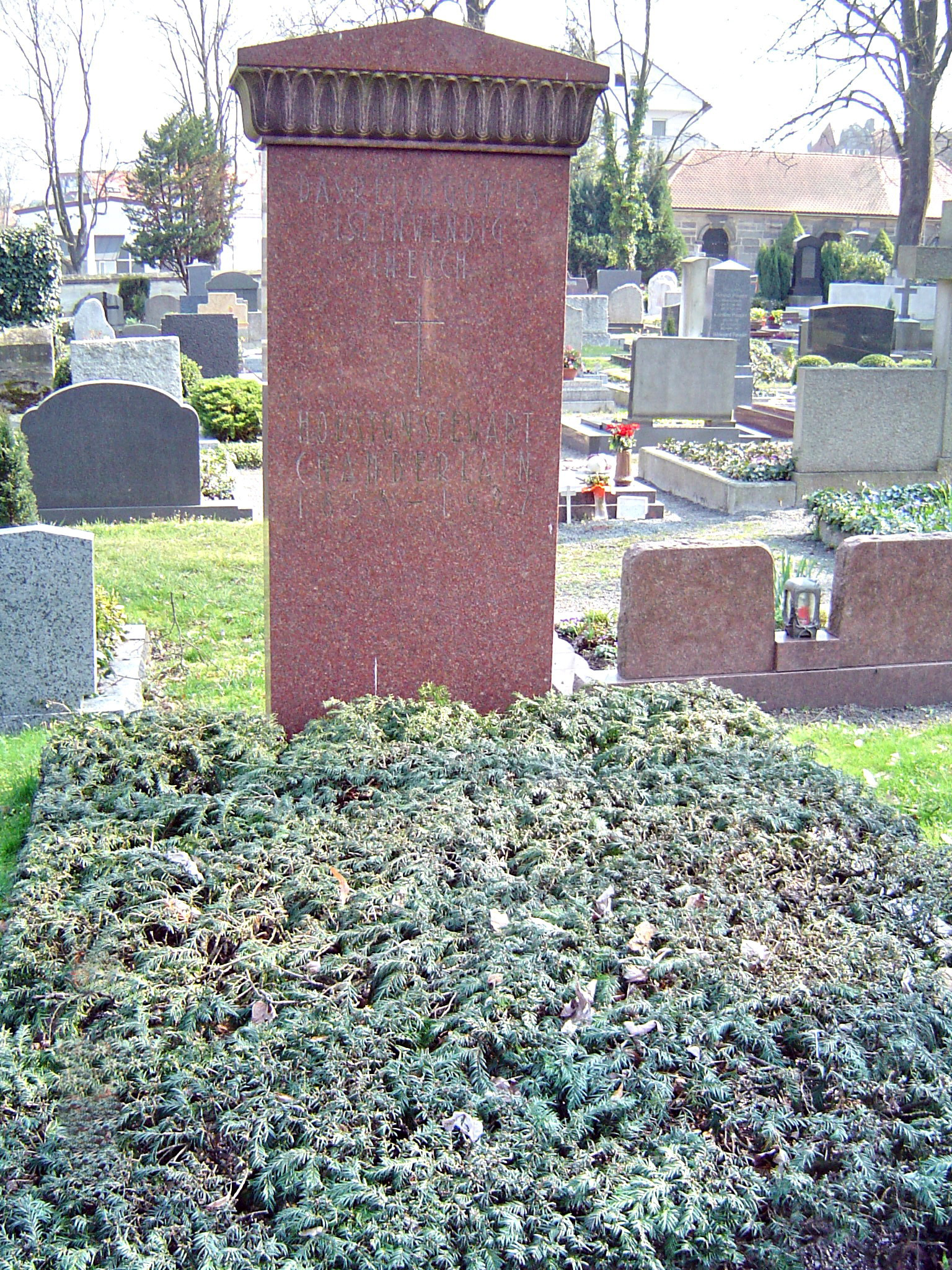
H・S・チェンバレンの墓

ヒューストン・ステュアート・チェンバレン（Houston Stewart Chamberlain 1855年9月9日 - 1927年1月9日）は、イギリス系ドイツ人の政治評論家、脚本家、人種理論家。お雇い外国人で東京帝国大学教師のバジル・ホール・チェンバレンの末弟。
ワーグナー、カント、ゲーテに関して通俗科学的な本を書き、ドイツ・ナショナリズムや汎ゲルマン主義、人種的反ユダヤ主義を支持した。猛烈なワグネリアンであり、後にワーグナーの娘と結婚した。1899年の著書『19世紀の基礎』（ドイツ語: Die Grundlagen des neunzehnten Jahrhunderts/ 英語: The Foundations of the Nineteenth Century）は20世紀初頭のドイツにおいて、人種的・イデオロギー的な反ユダヤ主義の聖典の一つになった。

## 生い立ち
イングランドのサウスシーに生まれる。1歳の誕生日を迎える前に母イライザ・ジェイン・ホールを失う。父ウィリアム・チャールズ・チェンバレンは海軍少将で、息子ヒューストンを軍人に育てようと考えていた。そのためヒューストンは11歳のとき陸海軍の予備校として知られるパブリックスクールに送られたが、彼の関心は大英帝国の軍人としてインドやその他の地域に赴任することよりも、音楽や文学、天文学を学ぶことにあった。病弱であることを口実にして、彼は軍人へのキャリアをあっさり断念した。
チェンバレンはプロイセン人の家庭教師からドイツ語とドイツ史を教わっていたが、14歳になると間もなく、この家庭教師を引き連れて、病気の療養でヨーロッパ各地の温泉地を巡り歩いた。
その後ドイツに移り、バイロイト・サークルの重要なメンバーとなった。バイロイト・サークルとは、リヒャルト・ヴァーグナーの思想（反ユダヤ主義を含む）に影響されたドイツの国家主義的知識人の集まりである。後にチェンバレンはヴァーグナーの娘エーファと結婚し、ヴァーグナー一族の一員に迎えられた。

## 著作
- 1899年、チェンバレンは主著『19世紀の基礎（英語版）』を執筆した。この本の中で、西洋文明はチュートン人（ドイツ系諸民族）によって多大な影響を受けていると主張し、論争を呼んだ。チェンバレンは、ヨーロッパの全民族（ケルト、ゲルマン、スラヴ、ギリシア、ラテンなど）をアーリア人種と呼んだ。即ち、原インド＝ヨーロッパ文化の担い手である。そして彼によると、アーリア人種の指導者はチュートン人とノルド人であった。チェンバレンの目的は、ドイツ人種の復権を図ることにあった。そのために彼はチュートン人のみならず北欧起源の全部族をドイツ人種に分類した。彼によればケルトもゲルマンもスラヴもドイツ人の血統であった。

- チェンバレンによれば、ドイツ人はビザンティン帝国やローマ帝国の後継者であった。ユダヤ人を始めとする非ヨーロッパ民族に支配されていたローマ帝国を崩壊に追い込んだのがドイツの諸部族であり、したがってドイツ人こそが西洋文明をユダヤ人の手から救ったのだと彼は説いた。これらの思想には、アーリア人種の優越性を説き、セム語系統のユダヤ人を非白人と見なして貶めたゴビノーの影響を見て取れるが、チェンバレンにとってアーリア人とは単に民族や言語によって定義された概念ではなく、人種的エリートを示す抽象理念でもあった（人種差別の項目を参照のこと）。アーリア人（語義は本来「高貴な者」の意）は進化における適者生存のプロセスの中で劣った者（ユダヤ人）を押しのけ、文明の創造を担う優越人種であると彼は述べた。

- チェンバレンはまた、イエス・キリストは宗教的にユダヤ教徒だったことはあるかもしれないが、人種的にはユダヤ人ではないと主張した（この説は今日では否定されている）。ナチ時代には親ナチ的な神学者たちがチェンバレンの主張を発展させ、イエスはアーリア人だったという説を宣伝したこともある。

- チェンバレンはまた、ハンス・ヘルビガーによる宇宙氷説（太陽系の大部分は氷で覆われているという説）を早い時期から支持していた。

- チェンバレンの著作は生前から全欧で広汎な読者を集めたが、特にドイツで人気が高かった。ドイツ皇帝ヴィルヘルム2世の宮廷に招かれ宿泊したこともある。死後にはアドルフ・ヒトラーによるナチズムなどドイツの国家主義諸運動に多大な影響力を及ぼした。

- チェンバレンはドイツ語に堪能で、著作をドイツ語で執筆した。第一次世界大戦中には祖国イギリスへの中傷的な宣伝文書"Kriegsaufsätze"（戦時随筆）を刊行し、1916年にはドイツへの帰化を果たした。

- チェンバレンの読者だったヒトラーは、彼を第三帝国の預言者と讃えている。

## 邦訳
- 『民主主義と自由』 フーストン・ステウアルト・チェンバレン著、長瀬鳳輔訳、博文舘、1918、NCID BN12434411。
- 『新世界觀の人種的基礎』 保科胤譯、栗田書店、1942、NCID BN05188348、国立国会図書館書誌ID:000000788969。
- 『近代ヨーロッパの生成』 堀真琴譯、二見書房、1943、NCID BN08497961、全国書誌番号:46005398。
- 『獨英文化比較論』 大津康譯、東京堂、1944、doi:10.11501/1044622、全国書誌番号:46008129。
- 『リーヒャルト・ヷーグナー その生涯思想及び藝術』 石川錬次譯、二見書房、1944、NCID BN0721542X。